# Primarias presidenciales de la Unión Cívica Radical de 1972
Las elecciones primarias presidenciales de la Unión Cívica Radical de 1972 tuvieron lugar el domingo 26 de noviembre del mencionado año con el objetivo de elegir la fórmula presidencial del partido para las elecciones generales destinadas a realizarse el 11 de marzo de 1973. Se realizaron luego de que la Unión Cívica Radical del Pueblo obtuviera la personería jurídica de la UCR original en detrimento de la Unión Cívica Radical Intransigente (renombrada como Partido Intransigente), y poco después de que convocara a elecciones internas para restaurar sus autoridades partidarias, totalmente paralizadas luego del golpe de Estado de 1966, que había prohibido la mayor parte de la actividad política. Se trató de la primera vez que se permitió a los afiliados del partido votar directamente por el candidato presidencial radical, poniendo fin a la larga preeminencia de la Convención Nacional para proclamar la fórmula.
Tan solo dos fórmulas disputaron la elección interna. El ex-Diputado Nacional Ricardo Balbín, que ya había sido candidato a presidente dos veces (en 1951 y en 1958), se presentó como precandidato por la Línea Nacional (LN), que había dominado la UCRP desde su fraccionamiento. Sin embargo, la realización de la primaria coincidió con la irrupción de un movimiento opositor interno coherente, el Movimiento Renovador Nacional (MNR), encabezado por Raúl Alfonsín, que era a su vez apoyado por la mayor parte del sector juvenil del partido (la Junta Coordinadora Nacional y la Franja Morada). El ex-Presidente provisional del Senado, Eduardo Gamond, fue compañero de fórmula de Balbín, mientras que Alfonsín fue secundado por Conrado Storani. Después de su aplastante victoria en las elecciones para autoridades partidarias en el distrito bonaerense el 7 de mayo, el balbinismo esperaba obtener una victoria fácil. Sin embargo, el ingreso de más de 51.000 afiliados nuevos al partido, en su mayoría jóvenes atraídos por Alfonsín, hizo florecer una creciente confianza del MNR de una posible victoria.
Más de la mitad de los afiliados (54.39%) votaron en la primaria. En última instancia, Balbín obtuvo la victoria con el 54.27% de los votos contra el 45.73% de Alfonsín. La Línea Nacional se impuso decisivamente en la Capital Federal, pero el MNR irrumpió con mucha fuerza en Buenos Aires, provincia natal de Alfonsín y distrito más poblado del país, donde la diferencia entre ambos candidatos fue muy escasa, y obtuvo un abrumador triunfo en Córdoba, a pesar de ser el distrito natal de Gamond, debido al apoyo clave que Víctor Martínez, candidato a gobernador, otorgó a Alfonsín. La elección realizada por el naciente alfonsinismo fue considerada "magnífica" por varios medios de comunicación, pues el MNR superó ampliamente el porcentaje de votos requerido para que la minoría obtuviera representación en el Comité Nacional del partido y se impuso en diez de los veinticuatro distritos nacionales. La Convención Nacional, compuesta por 318 miembros, tuvo una abrumadora mayoría para la Línea Nacional con 228 delegados, pero con una nueva representación de 87 renovadores. La elección coincidió además con la realización de varias primarias gubernativas en ciertos distritos, destacando el triunfo alfonsinista de Ricardo Barrios Arrechea en Misiones, Alberto Maglietti en Formosa, y Miguel Ángel Martínez Saravía en Salta. Algunos de los precandidatos o aspirantes gubernativos alfonsinistas derrotados (Alejandro Armendáriz, Santiago Llaver, o Sergio Montiel) serían posteriormente elegidos gobernadores cuando Alfonsín alcanzara la presidencia de la Nación, en 1983, mientras que otros ocuparían a su vez cargos de importancia.
Balbín disputó de este modo las elecciones presidenciales, obteniendo solo el 21.29% de los votos contra el 49.56% del candidato del Partido Justicialista, Héctor José Cámpora. De cara a las nuevas elecciones presidenciales en septiembre, realizadas luego de la renuncia de Cámpora para permitir la participación de Juan Domingo Perón, la Convención Nacional rechazó las exigencias del alfonsinismo de celebrar nuevamente primarias presidenciales, aunque en esta ocasión presentó a Fernando de la Rúa como candidato vicepresidencial. En 1983, volverían a realizarse primarias, con Raúl Alfonsín imponiéndose tras la retirada de la precandidatura de De la Rúa, y ganando las elecciones de octubre de 1983.

## Antecedentes
Después del golpe de Estado de septiembre de 1955, que derrocó al gobierno constitucional de Juan Domingo Perón y proscribió al peronismo de la vida política argentina, la Unión Cívica Radical (UCR), principal partido opositor, se dividió con respecto a qué postura tomar con respecto al gobierno golpista y a la proscripción. Un sector, encabezado por Ricardo Balbín, apoyaba fervientemente la proscripción, mientras que otro, encolumnado detrás de Arturo Frondizi, rechazaba la misma y proponía dialogar con el peronismo, además de presionar a la cúpula militar para que pusiera fin al régimen de facto y restaurara la constitucionalidad democrática lo antes posible. La proclamación de Frondizi como candidato presidencial radical llevó a la división del partido en dos fuerzas: la Unión Cívica Radical Intransigente (UCRI), liderada por Frondizi, y la Unión Cívica Radical del Pueblo (UCRP), liderada por Balbín. Frondizi a Balbín venció con el apoyo del peronismo proscripto en las elecciones presidenciales de 1958, pero fue derrocado en un nuevo golpe de Estado el 29 de marzo de 1962 luego de que permitiera al peronismo disputar y ganar las elecciones legislativas y provinciales de ese mismo año. En las siguientes elecciones en julio de 1963, sumamente restringidas por la proscripción del peronismo, de la mayor parte del frondicismo y del comunismo, se impuso Arturo Umberto Illia, radical del pueblo apoyado por Balbín, con apenas un 31.90% de los votos válidos y un 25% del voto total, en medio de un masivo voto en blanco peronista, frondicista y comunista, lo que minó severamente la legitimidad del gobierno electo.
Tras la caída de Frondizi, la UCRI comenzó a decaer hasta su casi total extinción en las elecciones legislativas de 1965, con las posturas del partido dividiéndose poco a poco en otras fuerzas de carácter desarrollista, como el Movimiento de Integración y Desarrollo (MID). Muy por el contrario, la UCRP demostró la capacidad de disputar con éxito varias elecciones al peronismo y, para mediados de la década de 1960, había logrado apoderarse de la inmensa mayoría del caudal de votos radical, logrando un 29.72% de los votos en la última renovación legislativa bajo las proscripciones parciales (casi comparable al último resultado logrado por el radicalismo unido en 1954, un 32.22%). El 28 de junio de 1966, otro golpe de Estado, encabezado por Juan Carlos Onganía, derrocó al gobierno de Illia e instauró una dictadura militar de tipo permanente, autodenominada "Revolución Argentina". La misma prohibió toda actividad política, por lo que las instituciones partidarias de todas las fuerzas existentes hasta entonces quedaron paralizadas.
Después de seis años de régimen militar, el gobierno se encontraba en una profunda crisis política y social, con el país cayendo en una persistente inestabilidad. Ante el fracaso de la dictadura, comenzó un lento proceso de transición a la democracia encabezado por el último dictador de la Revolución Argentina, Alejandro Agustín Lanusse. La misma llevó a la desproscripción del peronismo, que se aglutinó en el Partido Justicialista (PJ), y a la legalización de los partidos políticos. Se inició entonces una batalla legal entre la UCRI y la UCRP por el nombre Unión Cívica Radical, que finalizó con la victoria de la UCRP, instigada por Lanusse, el 24 de junio de 1972, en una medida judicial que obligó a la UCRI a cambiar su nombre a Partido Intransigente (PI), aunque dicha fuerza denunció la ilegalidad del acto. Para entonces, la mayoría de los medios de comunicación ya se referían a la UCRP como la única UCR, y apenas se relataba el conflicto. La nueva UCR convocó a elecciones para la renovación de autoridades partidarias el domingo 7 de mayo de 1972, manteniéndose interinamente las autoridades del radicalismo del pueblo previas al golpe. Se resolvió también que se instauraría el sistema de primarias presidenciales internas que consultaran a todo el electorado de afiliados para elegir al binomio presidencial, bajo el alegato de que el sistema anterior había provocado la división de 1957. Las reformas indicaban que, cuando hubiera más de un aspirante a la candidatura presidencial, se realizarían primarias. Caso contrario, la candidatura presidencial solo tendría que ser aprobada por la Convención Nacional.

## Precandidaturas
| Sector interno  | Línea Nacional                                                    | Línea Nacional                                             | Movimiento Renovador Nacional                  | Movimiento Renovador Nacional            |
| Precandidatos   | para presidente                                                   | para vicepresidente                                        | para presidente                                | para vicepresidente                      |
| --------------- | ----------------------------------------------------------------- | ---------------------------------------------------------- | ---------------------------------------------- | ---------------------------------------- |
| Precandidatos   | [[File:Eduardo_Gamond.jpg\|300px\|alt={{{Alt\|{{{descripción}}}]] |                                                            |                                                |                                          |
| Precandidatos   | Ricardo Balbín                                                    | Eduardo Gamond                                             | Raúl Alfonsín                                  | Conrado Storani                          |
| Distrito        | Capital Federal                                                   | Córdoba                                                    | Buenos Aires                                   | Córdoba                                  |
| Cargos ocupados | Diputado Nacional por Buenos Aires (1946-1950)                    | Presidente provisional del Senado de la Nación (1963-1966) | Diputado Nacional por Buenos Aires (1963-1966) | Senador Nacional por Córdoba (1963-1966) |

Tras formalizarse la idea de la salida electoral, se consideraba casi asegurado que Ricardo Balbín contendría por la presidencia. Sin embargo, iniciada la década de 1970, tuvo lugar finalmente el surgimiento de un sector opositor al balbinismo. Raúl Alfonsín, que había ejercido como diputado nacional durante el gobierno de Illia, se oponía al reciente acercamiento que Balbín mantenía para con el peronismo. El sector que había fundado, denominado "Movimiento Renovador Nacional", proponía un programa de carácter socialdemócrata, rechazando todo acuerdo con el peronismo, promoviendo la democratización de los sindicatos, la reforma agraria, y una nueva reforma universitaria. El balbinismo se impuso con el 59.06% de los votos en las internas de autoridades partidarias del 7 de mayo de 1972 en la provincia de Buenos Aires. Sin embargo, el alfonsinismo irrumpió con un 40.94%, superando por más de 15 puntos lo requerido para alcanzar la representación por la minoría en el Comité Nacional. Durante la realización de los comicios internos, tanto Balbín como Alfonsín transmitieron públicamente una imagen de unidad, rechazando la idea de que el radicalismo corriera nuevamente el riesgo de fragmentarse. Sin embargo, la creciente antinomia y oposición entre ambas figuras y sectores, así como las diferencias entre los afiliados que apoyaban a cada línea, hicieron que los medios de comunicación retrataran las internas como duras y divisivas. Mientras que Balbín era apoyado por un amplio sector de la antigua dirigencia presente antes o durante a la proscripción, Alfonsín resultaba cada vez más atractivo para el sector juvenil del partido, destacando el apoyo que recibió de la Junta Coordinadora Nacional y de la agrupación estudiantil Franja Morada. La esperada postura de Arturo Umberto Illia, que se consideraba clave para dirimir la interna, fue decepcionante para ambos precandidatos: mientras que la precandidatura de Gamond a la vicepresidencia echó por tierra la posibilidad de que Illia declarara un apoyo abierto a Alfonsín, el acercamiento entre el joven precandidato y el expresidente, así como la decisión de la Línea Córdoba, encabezada por Víctor Martínez, de apoyar a Alfonsín, fue demasiado evidente como para que Balbín pudiera sacar provecho de la situación.

## Campaña
Alfonsín proclamó su precandidatura el 26 de septiembre de 1972, acompañado por su compañero de fórmula, Conrado Storani, en Rosario, Santa Fe, marcando la fundación definitiva del Movimiento Nacional Renovador. Alfonsín centró su campaña en perfilarse como un "candidato antisistema", en el que acusaba a gran parte de las estructuras hasta entonces vigentes del caos político en la Argentina. Balbín, por su parte, descartó la idea de que Illia estuviera apoyando a Alfonsín, y afirmó que el radicalismo ganaría las elecciones exaltando el período de gobierno del primero, afirmando que gran parte de su obra presidencial todavía seguía vigente en la Argentina. Con respecto a su relación personal con Alfonsín, declaró: "Si soy vencido saludaré al nuevo abanderado del radicalismo y estoy seguro, si yo gano, que él hará lo mismo. Conozco demasiado a mi adversario para negarle calidades morales".

## Resultados
|  | 54.27 % |

|  | 45.73 % |

|  | 100.00 % |

|  | 54.39 % |